# Antoni Brufau i Niubó
Antonio Brufau Niubó (Mollerussa, 12 de març de 1948) és un empresari català, des de l'any 2004 és president de l'empresa Repsol, una multinacional integrada de petroli i gas natural.

## Biografia
Antoni Brufau va nàixer el 1948 a Mollerussa al si d'una família benestant. El seu germà gran és l'arquitecte Robert Brufau i Niubó. Feu els seus estudis secundaris a La Salle Bonanova de 1956 a 1965.
Es llicencià després en Ciències Econòmiques a la Universitat de Barcelona el 1970 i feu el seu Màster en Economia a l'IESE Business School - Universidad de Navarra. Es va incorporar a La Caixa el 1988 després d'haver estat soci director de l'auditoria internacional Arthur Andersen. El 1986 fou integrat com a
membre del Worldwide Advisory Council d'aquesta firma.
Al juliol de l'any 1997, fou nomenat president de Gas Natural. Forma part del Fòrum Pont Aeri.

## Premis i reconeixements
- 2009: La Cambra de Comerç dels Estats Units a Espanya li atorga el "Global Business Leader Award"
- 2010: la Cambra Espanyola de Comerç de la República Argentina li atorga el premi al Millor Empresari de l'any 2010
- 2011: Doctor Honoris Causa per la Universitat Ramon Llull